# Пьоте
Пьоте (на нидерландски: Putte) е селище в Северна Белгия, окръг Мехелен на провинция Антверпен. Разположено е на 8 km източно от град Мехелен. Населението му е около 15 700 души (2006).
На територията на общината се намира Берзелберг, най-високата точка на провинция Антверпен, с надморска височина 55 m.